# ニューヨーク大学
ニューヨーク大学 （ニューヨークだいがく、英:New York University, NYU）はアメリカ合衆国ニューヨーク市に本部を置く私立総合大学。マンハッタン中心部に本拠を置きながら学生数が約6万人に達する巨大校で、13のスクールとカレッジからなり、近年は上海やアブダビなど世界25か所でもキャンパスを展開する。
様々な指標で米国内の有力大学とみなされており、とくにロースクールや歯学・看護学、また映画専攻に代表される美術系学科がとくに知られている。THE大学ランキングでは世界総合第33位、米国内第19位。USニューズ誌の米国大学ランキングでは第35位、ビジネス・プラグラムでは国内第5位の評価を受けている。
2024年時点の学部合格率は8.0％と難関で、1年間の学費（教材費・生活費など含まず）は約6万ドル（約1千万円）と発表されている。
これまでに卒業生から37名のノーベル賞受賞者、30名以上のアカデミー賞受賞者、26人のピューリッツァー賞受賞者を輩出しており、社会科学や人文科学、数学、公共政策学の分野でも高い評価を受ける。そのほか音楽のグラミー賞、ミュージカルのトニー賞、テレビ番組制作のエミー賞などでも数多くの受賞者を生んでいる。

## 概要
1831年、当時の財務長官だったアルバート・ギャラティンらの後押しを受けてニューヨーク市立大学として設立された。ギャラティンらは市民の手の届く立地で充実した教育環境を整える必要性を訴え、マンハッタンの中央部にキャンパスが定められた。1896年に現在の名称に改称。大学の校舎はマンハッタン区にあるワシントン・スクエア周辺に分散している。
ニューヨーク大学工学部タンドン校舎は国内最古のエンジニアの高等教育機関であり、ブルックリン区のメトロテック・センターにキャンパスを持つ。また、大学新聞として、ワシントン・スクエア・ニュースを発行している。
2010年には、アメリカの大学として初めて本格的な分校であるニューヨーク大学アブダビ校（NYUAD）を中東に開校。世界中から優秀な学生や学者を集め、多様性に富んだ教育を行っている。開校初年度の合格率はわずか2.09%。中華人民共和国の上海でも2011年3月28日に着工、ニューヨーク大学上海校を開校している。
各校舎および学生宿舎間は専用のシャトルバスサービスが運行しており、大学関係者は無料で自由に往来できるシステムとなっている。ほとんどの校舎は徒歩圏内である。大学全体の入学式・卒業式は長く総合図書館（BOBST）が隣接するワシントン・スクエア公園で行われてきたが、大学の巨大化にともなって現在ではヤンキー・スタジアムを借り切って行われている。

## 大学ランキング
- TIMES世界大学ランキング: 第33位 (2025年度)[26]
  - 法学：世界4位
  - 社会科学：世界23位
  - 人文科学：世界16位
  - 物理科学：世界46位
  - 工学：世界101-125位
- TIMES世界大学評判ランキング: 第27位 (2023年度)[27]
- ARWU世界学術大学ランキング: 第31位 (2024年度)[28]
  - 法学：世界5位
  - 金融：世界5位
  - 数学：世界12位
  - 経済学：世界10位
  - 物理学：世界151-200位
  - 化学：世界201-300位
  - 社会学：世界12位
- EduRank世界大学ランキング: 第22位 (2024年度)[29]
  - 人文科学：世界23位
  - 生物学：世界46位
  - 医学：世界35位
  - 物理学：世界80位
  - 工学：世界109位
  - 心理学：世界19位
  - 数学：世界33位
  - 化学：世界72位
- 『ニューズウィーク』世界大学ランキング: 第32位 (2024年度)[30]

## 学部・大学院

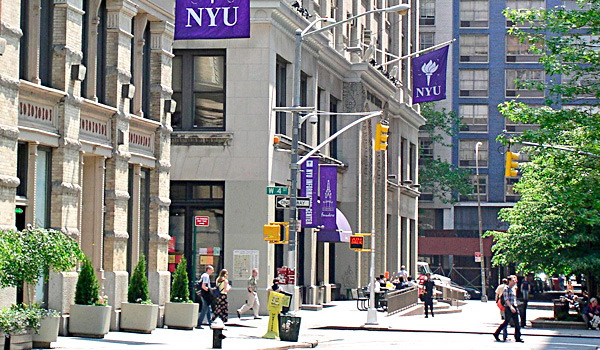
NYUキャンパスの一部。ほとんどの校舎はマンハッタンに点在するビル内にある。

ニューヨーク大学は非営利の私立国際高等教育機関で、構成する10の学部と15の大学院/専門学校がそれぞれ特定の自立性を備える。
ニューヨーク大学ロースクール（NYU Law）
ニューヨーク大学ロー・スクールはＵＳニュース誌の米国内ロースクールランキング（2024年）で第9位に位置しており、伝統的に実務・研究の両分野で高い評価を受けている。ただしニューヨーク大学ロースクールは2022年に同誌へのデータ提供を停止すると発表したため、現在のランキングは同誌が一般情報に基づいて独自に算出している。
教育水準の高さと立地面の利便性などからコロンビア大学と並んで日本の法曹界からも留学者が多く、そのつながりから日本の法科大学院などへ招聘される教職員も多い。
ニューヨーク大学グロスマン医科大学院（NYU Grossman）
1841年設立。ＵＳニュース誌の米国内メディカルスクール・ランキング（2024年）では研究分野で第10位、臨床分野で第67位。ニューヨーク大学ランゴン医療センター（NYU Langone Medical Center）など市内の病院と連携し、とくに麻薬中毒やAIDS治療で定評がある。
スターン・スクール・オブ・ビジネス（NYU Stern）
正式名称は The Leonard N. Stern School of Business at New York University。ＵＳニュース誌のビジネススクールランキング（2024年）では、アメリカ国内の124校のうち第7位。パートタイムＭＢＡプログラムとしては国内269校中の第4位だった。ファイナンシャル・タイムズ紙の世界ビジネススクールランキング（2023年）では、第19位となっている。
ニューヨーク大学ワグナー公共政策大学院（NYU Wagner）

正式名称は NYU Robert F. Wagner Graduate School of Public Service。ＵＳニュース誌の公共政策大学院ランキング（2024年）では第11位。伝統的にマンハッタンを舞台としてニューヨーク市政に深く関与してきた歴史的経緯から、とくに大都市行政につながる専門プログラムに定評があり、同誌ランキングでは「都市計画」が国内第1位、「衛生管理」が第3位と高い評価を受けている。

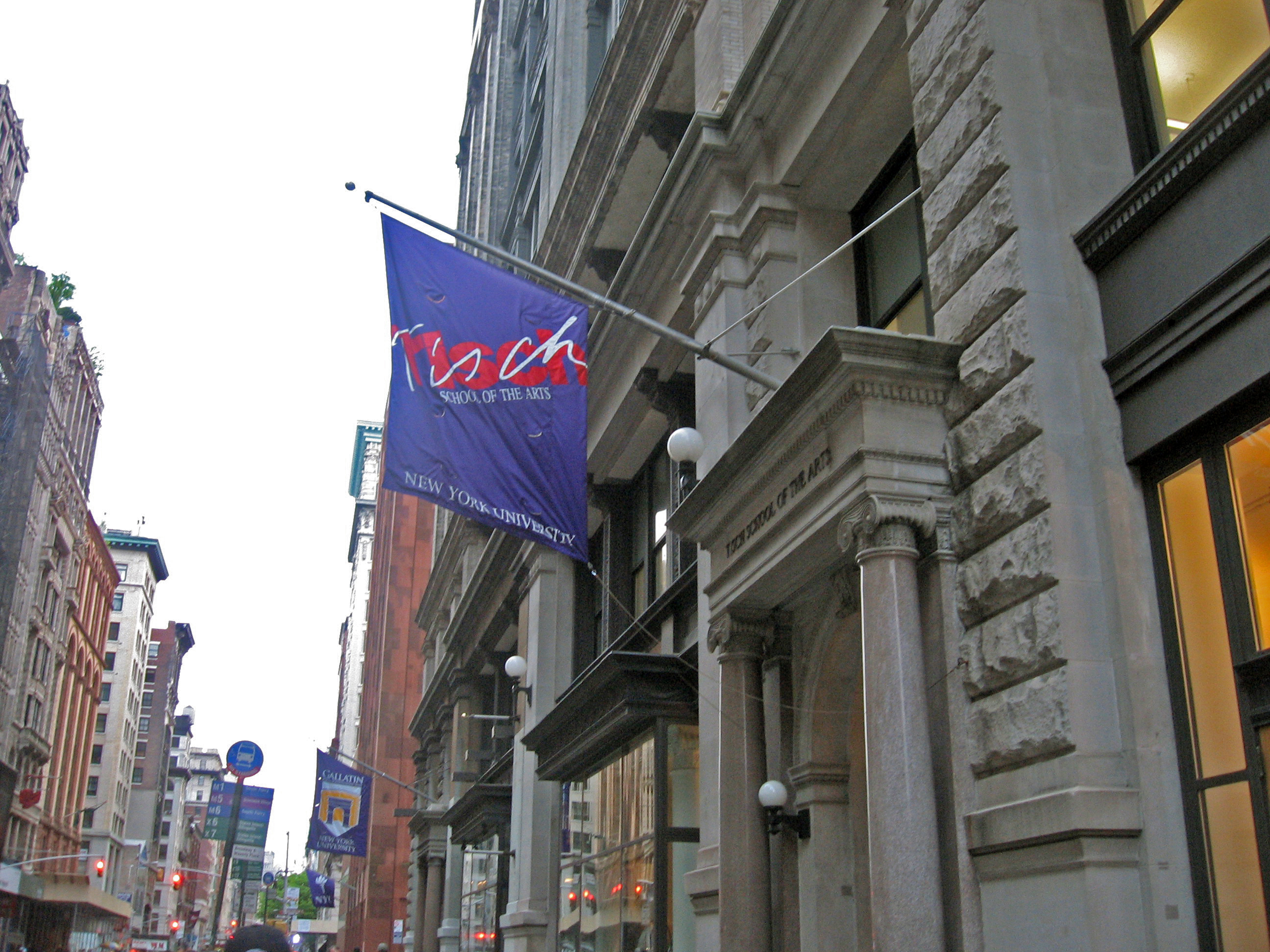
ニューヨーク大学ティッシュ芸術学部(NYU Tisch)

ニューヨーク大学ティッシュ芸術大学院（NYU Tisch）
芸術科学系は最も規模が大きく、下部組織として大学課程の芸術科学学部と人文科学プログラム、大学院芸術科学専攻の3機関を置く。正式名称は NYU Tisch School of the Arts。写真・絵画から映画製作まで幅広い分野のプラグラムを擁する。ＵＳニュース誌の総合芸術プログラムランキングでは、米国内で第42位（2024年）。
1965年創設と比較的新しいが、とくに映画製作を学ぶプログラムに定評があり、『ハリウッド・リポーター』誌の米国内映画学校ランキング（2022年）では、国内第2位に位置している。映画プログラムは監督・俳優ともに著名人を数多く輩出しており、卒業生に監督ではマーティン・スコセッシやスパイク・リー、俳優・歌手ではアンジェリーナ・ジョリーやティモシー・シャラメなどがいる。
ニューヨーク大学スタインハート文科教育大学院（NYU Steinhardt）

正式名称は Steinhardt School of Culture, Education, and Human Development。全米の教育学プログラムで最古（1890年の創立）。ウェイン・ショーター（グラミー賞受賞サックス演奏者、ウェザー・リポートの結成メンバー）やフランク・マコート（ピューリッツアー賞受賞者、『アンジェラの灰』著者）らを輩出している。

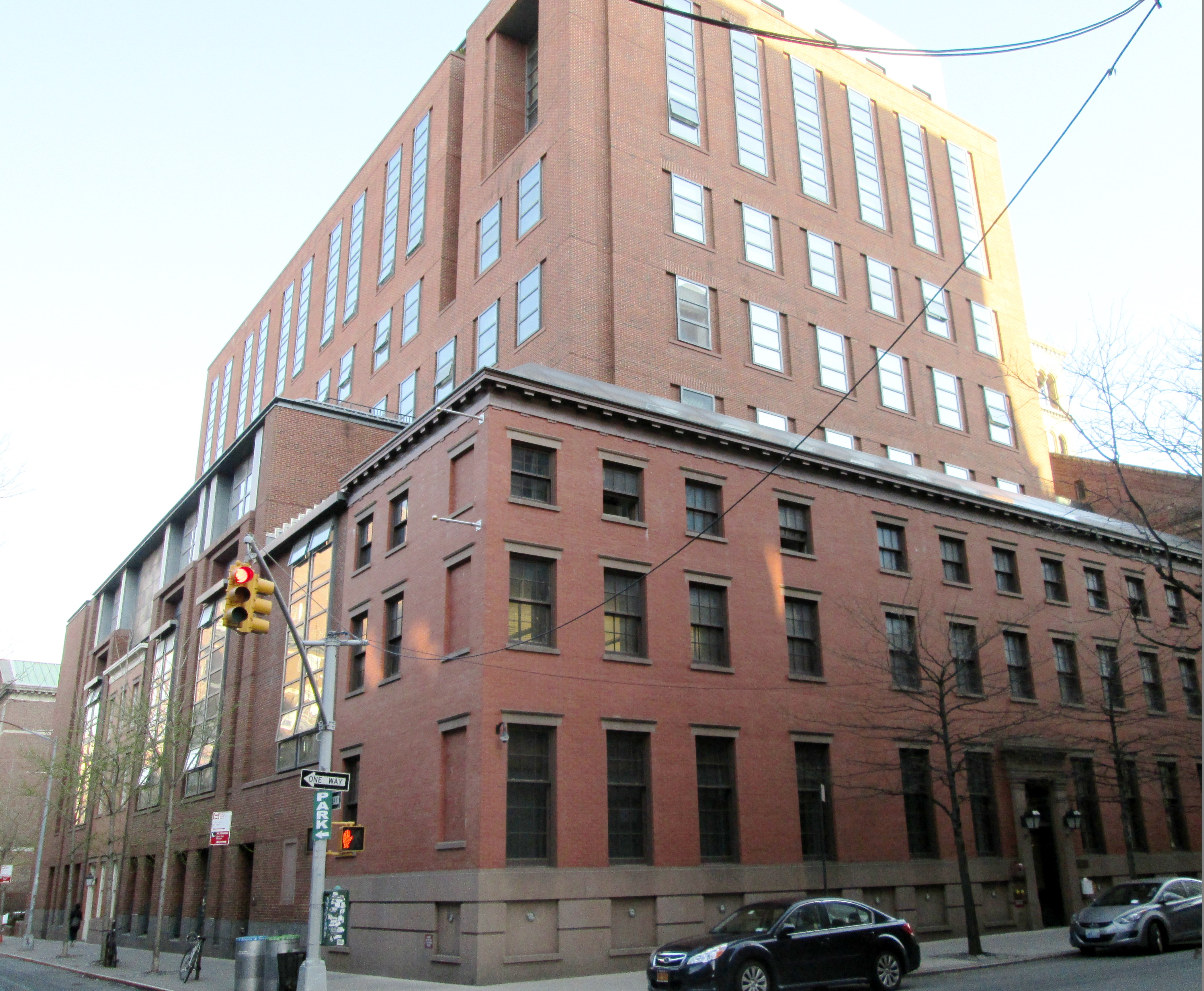
ニューヨーク大学・ロー・スクール(NYU Law)

ニューヨーク大学ジャーナリズム大学院（NYU Journalism）
ジャーナリズム研究所（The Arthur L. Carter Journalism）を併設し、ニューヨーク市内の全国紙・全米ＴＶネットワークなどから現役の記者・リポーターを教員に配する。ジャーナリズム専攻はプログラムの内容にばらつきが大きく外部評価が困難とされるが、アメリカ東部の大学としてはコロンビア大学やジョージタウン大学につづく第18位というランキング評価がある。
海外校
ニューヨーク大学アブダビ校
2010年に、中東アラブ首長国連邦のアブダビ政府から100％出資を受け開校した。国際的に有名なIIE財団の協力を受け、世界中の高校から優秀な学生を選抜。初年度は、定員150人に対して9000人が応募し、合格率は2.1％。米国SAT (大学進学適性試験)の平均点は、アイビー・リーグの学校並み。生徒対教員の比は、8:1の少人数教育を行う。
ニューヨーク大学上海校
上海紐約大学は2012年に中国上海市浦東新区に開校した。華東師範大学との合弁大学である。
| 大学院の設立年             | 大学院の設立年 |
| -------------------------- | -------------- |
| 学部/専攻                  | 創設 (年)      |
| ロー・スクール             | 1835           |
| 医学                       | 1841           |
| 工科                       | 1854           |
| 歯学                       | 1865           |
| 芸術科学                   | 1886           |
| 文化・教育・人間開発学     | 1890           |
| 経営                       | 1900           |
| 職業研究                   | 1934           |
| 公共サービス学             | 1938           |
| 看護学                     | 1944           |
| 社会事業学                 | 1960           |
| 芸術学                     | 1965           |
| 個別研究                   | 1972           |
| 都市科学・都市開発（英語） | 2013           |
| グローバル公衆衛生（英語） | 2015           |

| NYU 大学課程           | NYU 大学課程 |
| ---------------------- | ------------ |
| 学部/専攻              | 創設 (年)    |
| 芸術科学               | 1832         |
| 工科                   | 1854         |
| 文化・教育・人間開発学 | 1890         |
| 経営                   | 1900         |
| 職業研究               | 1934         |
| 看護学                 | 1944         |
| 社会事業学             | 1960         |
| 芸術学                 | 1965         |
| 個別研究               | 1972         |
| 人文科学               | 2009         |

ニューヨーク大学によると〈グローバルなネットワーク〉大学を構築し、中枢校舎と〈ポータル〉校舎2カ所と履修サイト12カ所を置く。ポータル校舎とは4年制大学の上海校舎とアブダビ校舎では入学生が現地で大学課程の4年間を修了し学位を取得でき、ニューヨーク市の中枢校舎に赴く必要はない。その他、学生がホームキャンパスを離れ、留学先として最長1年間、修学できる履修サイトはアクラ、ベルリン、ブエノスアイレス、フィレンツェ校舎、ロンドン校舎、ロサンゼルス、マドリード、パリ校舎、プラハ、シドニー、テルアビブ、ワシントンD.C.にある。国際教育協会（英語）によると5年にわたり、全米でもっとも多く海外への留学生派遣ならびに国外からの留学生受け入れを実施してきた。
歴代学長 (一覧) は理事会によって任命され、大学の執行役員の長として就任期間を特定せず職務に当たる。Linda G. Millsが2023年7月1日に第17代学長に就任した 。現在の目的は同学の科学系ならびに工学系の強化、多様性と包括性の実践の拡大、国際大学としての地位を維持することと、ならびにより手頃な学費改革を含む。

## 入学試験
| 卒業予定 年度 (年)**                                                                                       | 入学志願者 (人) | 合格者 (人) | 合格率 (%) | 入学者 (人) |
| --- | --------------- | ----------- | ---------- | ----------- |
| 2021 | 80,605          | 19,233      | 24         | 6,712       |
| 2022 | 82,747          | 15,722      | 19         | 6,469       |
| 2023 | 84,481          | 12,307      | 16         | 6,500       |
| 2024 | 85,000+         | 13,000      | 15         | 6,700       |
| 2025 | 100,131         | 12,500      | 12.8       | 6,500       |
| *= 統計には海外校のデータも含む。 **= アメリカの大学の各学年の呼称は入学年次ではなく卒業予定年次を用いる。 |                 |             |            |             |

本学の入試はたいへん競争率が高く、学部では2022年入学生 (2026年卒業予定者) は志願者総数10万5,000人超に対し合格率は12.2% と本学の史上最低であった。特にCollege of Arts and Science(7%)、Stern School of Business(7%)、Rory Meyers College of Nursing(3%)と合格率が一桁台だったカレッジもあった。背景にアブダビ校舎と上海校舎開設を受けた志願者増があり、志願者総数は2007年と比較するとほぼ100%超を記録した。入学者5,873人の内訳を見ると、アメリカ人学生の出身地は50州にわたり、外国人学生の出身国は115カ国で新1年生全体の28%を占める。
1年生のほとんどはGPA値 3.7/A (90–95%) を獲得、それぞれの出身校の成績順で上位10%に入っている。2022年合格者のSAT得点平均は1550点 (1600点満点) 、ACTは30–34の範囲である。学生に対する教員の比率はニューヨーク州内の各校舎平均が10対1、アブダビ校舎と上海校舎ではこれを下回る。1年生に支給される奨学金の平均額は2万9,528アメリカドルであり、1年生の21%がペル奨学金を受給した。
2016年現在、本学大学院の合格率は医学部1.8%、ビジネススクール23%であり、工学部28%、大学院芸術科学専攻29%ならびにロー・スクール34%である。
アメリカの各種統一入試適性試験で見ると、医学部入学生は MCAT（英語）得点36/45点、大学院ではビジネススクール入学生は GMAT平均710/800点で、ロー・スクール入学生は LSAT（英語）平均171/180である。
2018年8月には、医学部全学生の学費を免除する奨学金制度の導入を発表した。原資には卒業生らによる寄付金を充てる。

## 批判・不祥事・エピソード

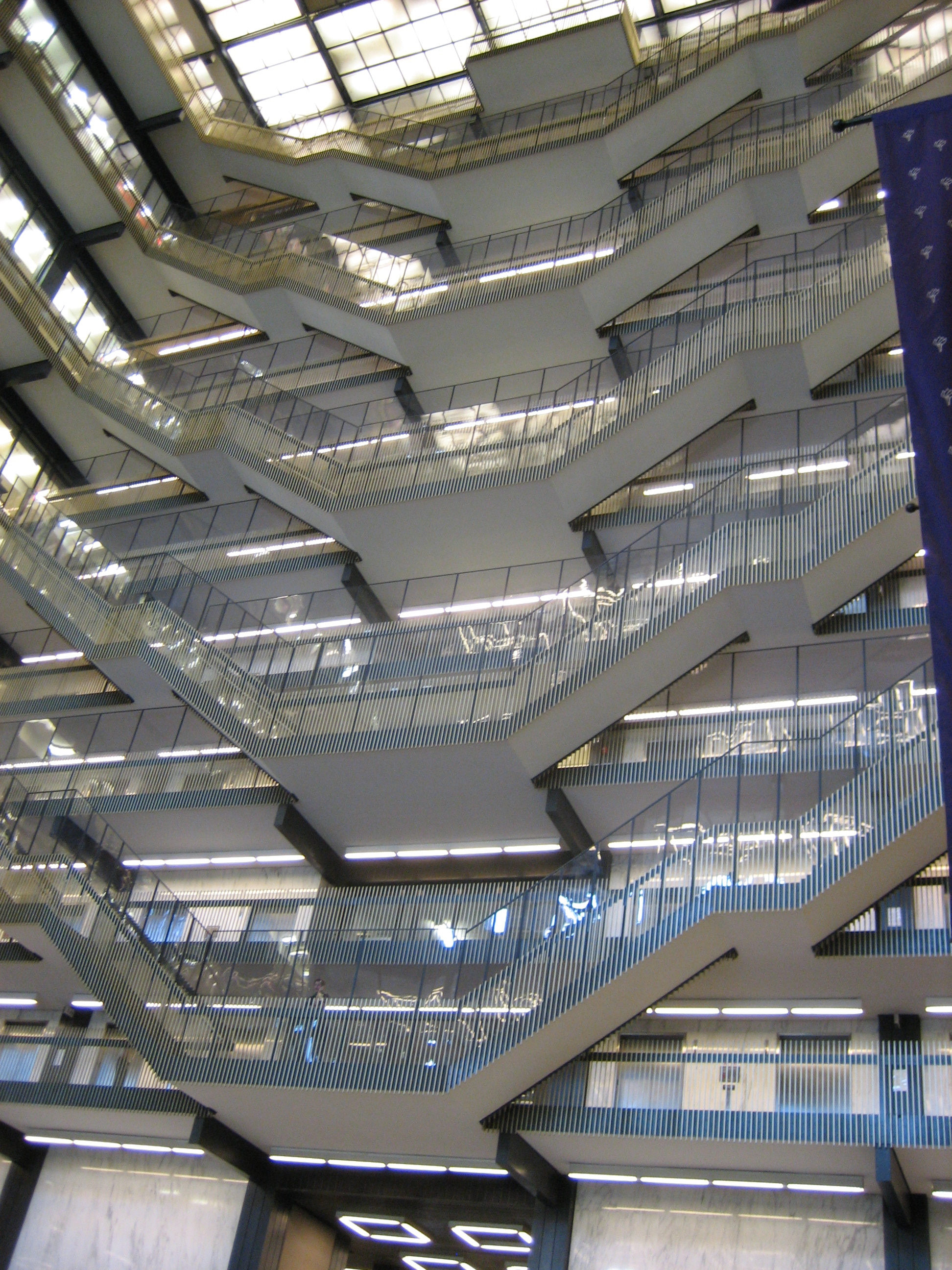
NYUの図書館（ボブスト図書館）

### ソーカル事件
1995年、物理学部教授だったアラン・ソーカルが「フランス現代思想の欺瞞をあばく」として捏造した疑似論文が、学術誌に掲載されて大きなセンセーションを呼んだ事件。「ソーカル事件」の項目を参照。

### ノーベル経済学賞受賞の誤報
2016年10月6日、スターン経営大学院が、ノーベル経済学賞受賞者発表前であるにもかかわらず、経済学賞候補の常連として知られている、同院のポール・ローマー教授が、ノーベル経済学賞を受賞したとウェブサイト上で公表した。同院は草稿が誤って投稿されたものとしてすぐに削除し、経済学賞を授与するスウェーデン王立科学アカデミーも不正確な発表であるとした。

### 教員のセクハラ調査
デリダ研究などで知られた哲学者のアヴィタル・ロネル（Avital Ronell）に対して、2018年、彼女が博士論文の指導を受け持っていた男子学生が、セクハラを受けたとする訴えを学内窓口に起こした。訴えによると、ロネルは3年間にわたって、男子学生へ「わたしの最愛の人」といったメールを送ったり、ロネルが仮眠を取るさい寝室でともに過ごすよう求めたりしていた。ロネルは高名なフェミニストでもあったため大きく報道され、またジュディス・バトラーなど世界的な哲学者・研究者らが慎重な調査を求める公開書簡を出すなど社会的な事件に発展した。訴えののちロネルは無給措置の停職処分を受け、大学の調査が続いていたが、約1年後に教壇に復帰している。

## 著名な教員
姓の50音順
- ウィリアム・アレン (法学者)（英語版）ウィリ - ロースクール教授、ワクテル・リプトンのオフ・カウンセル。会社法の権威。元デラウェア州裁判官。
- ロバート・エンゲル - ノーベル経済学賞、経営大学院（ビジネススクール）教授
- ビビアン・ゴールドマン（英語版） - ティッシュ・スクール・オブ・ジ・アーツ、音楽学教授 音楽家、ジャーナリスト、専門はパンク[75][76]とレゲエ[77][78]。
- アラン・ソーカル - 物理学教授 『「知」の欺瞞』[79]の著者
- アスワス・ダモダラン（英語版）- 経営大学院教授 コーポレートファイナンスの第一人者
- ステファン・チョイ - ロースクール教授、証券取引法の若きエース。カリフォルニア大学バークレー校ロースクールより移籍。
- W・エドワーズ・デミング - 経営学部大学院で統計学の教授を務めた（1946年 - 1993年）
- ピーター・ドラッカー - 経営大学院で1950年から1971年まで教授を務めた
- ベン・バーナンキ - エコノミスト、1993年から経済学部教授。1996年、プリンストン大学経済学部長。
- ケン・パーリン（英語版） - 計算機科学者[80]。コンピュータグラフィックスの業績により1997年アカデミー技術賞を受賞。
- ナイオール・ファーガソン - ビジネススクール教授。金融史が専門の歴史家[81]
- アミール・プヌーリ - 計算機科学者。時相論理を用いたプログラムの検証で知られる。1996年チューリング賞を受賞。
- エーリッヒ・フロム - 心理学者。『自由からの逃走』の著者。1962年〜1974年まで教授
- ルートヴィヒ・フォン・ミーゼス - オーストリア学派を代表する経済学者 1945年から69年まで教授を務めた
- オスカー・モルゲンシュテルン - 経済学教授（1970年 - 1977年）ジョン・フォン・ノイマンと共にゲーム理論の創始者
- ケンジ・ヨシノ（英語版） - 憲法学者[82]。LGBT擁護論。
- ピーター・ラックス - 数学者。2005年アーベル賞を受賞。
- ワシリー・レオンチェフ - ノーベル賞経済学者、1975年から1999年まで教授。

日本人
- 関根聡 - 計算機科学者。専門は自然言語処理。2010年現在、同大学准教授、楽天技術研究所ニューヨーク支部所長。
- 田中直子 - ヴァイオリニスト

## 著名な出身者

NYUゲート周辺

### 政治・経済・社会
姓の50音順
- マーク・エバーソン（英語版） - アメリカ合衆国内国歳入庁長官
- モハメド・エルバラダイ - IAEAの事務局長（1997年12月1日-）。2005年、IAEAとともにノーベル平和賞を受賞
- ヘンリー・カウフマン（英語版） - 著名エコノミスト、著書に「カウフマンの証言ーウォール街」など[83][84]
- アル・キャンパニス - 『ドジャースの戦法』の著者、ロサンゼルス・ドジャースのゼネラルマネージャー
- ユージン・クライナー（英語版） - シリコンバレーの著名なベンチャーキャピタル、クライナー・パーキンス・コーフィールド・アンド・バイヤーズの創業者[85]
- アラン・グリーンスパン - 米国連邦準備制度理事会前議長
- ロバート・グレイフェルド（英語版） - NASDAQ CEO
- ジョン・F・ケネディ・ジュニア - 弁護士、出版社経営、ケネディ大統領の子息
- ハーブ・ケレハー - サウスウエスト航空会長、共同創業者
- ルドルフ・ジュリアーニ - 前ニューヨーク市長
- フランチェスコ・トラパーニ（英語版） - ブルガリ 元CEO[86][87]
- マリア・バーティロモ（英語版） - CNBCの看板アンカー
- ガブリエル・ハワウィニ（英語版） - INSEAD元学長
- サルバトーレ・フェラガモ - 靴デザイナー
- トム・フォード - グッチの著名デザイナー
- リチャード・ファルド - リーマン・ブラザーズ CEO
- トム・フレストン（英語版） - MTVネットワークス CEO
- ゲイリー・ベットマン（英語版） - ナショナル・ホッケー・リーグコミッショナー
- ケネス・ランゴーン（英語版） - ザ・ホーム・デポ創業者
- レオナード・リッジオ（英語版） - バーンズ・アンド・ノーブル会長、創業者、エンジェル[88]
- マーティン・リプトン（英語版） - 弁護士、企業買収分野の第一人者。数多くの敵対的買収の防衛策を考え出した
- メイル・カハネ - 政治家、ユダヤ防衛同盟初代議長

日本人
- ビアンキ・アンソニー - 犬山市議会 議長

### 学術界
姓の50音順
- シュテファン・ヴィリッヒ - シャリテー教授、医師、ワールド・ドクターズ・オーケストラの創設者、指揮者
- セヴェロ・オチョア - ノーベル生理学医学賞
- アルビン・トフラー - 未来学者。著書に『第3の波』など
- フリードリヒ・ハイエク - ノーベル賞経済学者、経済学者
- ワレン・ファレル - 男性学研究者、マスキュリスト。著書に『The Myth Of Male Power』など
- マイケル・ハドソン（英語版） - マルクス経済学者、ミズーリ大学カンザスシティ校（英語版）教授

### 文化・芸術界
姓の50音順
- ウディ・アレン - 俳優、映画監督 成績不振で中退。
- レディー・ガガ - ミュージシャン 17歳で早期入学するも1年で中退。
- カリン・クサマ - 映画監督
- ドナルド・グローヴァー - 俳優、歌手
- ジョエル・コーエン - 映画監督
- ウーピー・ゴールドバーグ - 女優
- ニール・サイモン - ピュリツァー賞作家
- M・ナイト・シャマラン - 映画監督
- エリック・P・シャーマン - バングズーム! エンタテイメント社長、脚本家、音響監督
- ティモシー・シャラメ - 俳優、映画監督
- アンジェリーナ・ジョリー - 女優
- ウェイン・ショーター - ジャズサックス奏者、作曲家
- オリバー・ストーン - 映画監督
- コール・スプラウス・ディラン・スプラウス - 俳優
- マーティン・スコセッシ - 映画監督
- イ・ソジン - 俳優
- バリー・ソネンフェルド - 映画監督
- ニール・ダイアモンド - ミュージシャン
- ジョン・エリック・ドゥードル - 映画監督
- アン・ハサウェイ - 女優
- ブリジット・フォンダ - 女優
- セルマ・ブレア - 女優
- イーサン・ホーク - 俳優、作家
- アレック・ボールドウィン - 俳優
- ルーニー・マーラ - 女優
- マシュー・モリソン - 俳優
- メグ・ライアン - 女優
- ブレット・ラトナー - 映画監督
- バート・ランカスター - 俳優、映画製作者 バスケットボールの特待生で入学、２年で中退。
- アン・リー - 映画監督
- スパイク・リー - 映画監督
- ルーシー・リュー - 女優
- ラウヴ - シンガーソングライター

### 日本著名人
姓の50音順
- 逢坂ユリ - フィナンシャル・プランナー、投資コンサルタント
- 青木武 - 経済アナリスト、グローバルリサーチ研究所代表
- 赤塩正樹 - プロデューサー、作曲家、H2O
- 阿部義宗 - 青山学院元院長、日本基督教連合会元会長
- 荒井裕樹 - 弁護士
- 荒川洋平 - 認知言語学者 日本語教育学者 東京外国語大学教授
- 有吉玉青 - エッセイスト
- 岡田昭人 - 教育学者、東京外国語大学教授
- 奥田陽一 - 元伊藤忠テクノソリューションズ社長、元伊藤忠商事副社長
- 落合賢 - 映画監督
- 門川紳一郎 - NPO法人すまいる理事長、本大学の大学院に進んだ初めての盲ろう者
- 亀山秀一 - 国土交通省東北運輸局長
- 岸田雅雄 - 商法学者、神戸大学名誉教授、元早稲田大学ファイナンス研究センター所長
- 北尾早霧 - 経済学者、東京大学教授
- 北村浩嘉 - アメリカンホーム医療・損害保険社長兼CEO、外国損害保険協会副会長
- 桐島ローランド - 写真家
- 窪田茜 - ピアニスト・スタインウェイ・アンド・サンズ栄誉教師
- 熊谷和徳 - タップダンサー
- 五嶋みどり - ヴァイオリニスト
- 佐久川政一 - 憲法学者
- 佐藤郁美 - 弁護士、公正取引委員会審判官、第二東京弁護士会副会長
- 佐藤ゆかり - 衆議院議員 エコノミスト
- 佐山展生 - 経営者 経済学者（専門：M&A、企業再生、倒産）元インテグラル株式会社代表取締役、パートナー、元スカイマーク会長 京都大学経営管理大学院・一橋大学大学院経営管理研究科特命教授
- 七高剛 - 映画監督
- 辛美沙 - アートマネージメント・ディレクター
- 鈴木公子 – 教育科学者、大阪工業大学名誉教授
- 関口大輔 - 映画プロデューサー テレビプロデューサー
- 高井英樹 - 元東京都知事石原慎太郎の特別秘書、アンシュッツ・エンターテイメント・グループ日本代表
- トミタ・ジュン - デザイナー 京都造形芸術大学プロダクトデザイン学科准教授
- 中嶋亮 - 経済学者、慶應義塾大学教授
- 仲田泰祐 - 経済学者、東京大学教授
- 長野智子 - 報道キャスター
- 日髙杏子 - 色彩学者 女子美術大学芸術学部教授
- 蛭田啓 - 経営学者 早稲田大学商学学術院准教授
- 船原長生 - 映画プロデューサー 映画監督 プラズマティックス
- 益子昌一 - 映画監督
- 桝屋友子 - イスラ―ム美術史学者、東京大学教授
- 松田竹千代 - 元衆議院議長
- 松永泰行 - 政治学者、東京外国語大学教授
- 水野真和 - 作曲家、編曲家、ジャズギタリスト
- 道あゆみ - 弁護士 日本弁護士連合会事務次長 早稲田大学大学院法務研究科教授
- 村田泰隆 - 実業家 村田製作所代表取締役社長
- 本澤永人 カリスマ予備校教師
- 森久志 - オリンパス副社長（経営大学院、1985年入学）
- 弓削昭子 - 法政大学教授、元国連開発計画駐日代表兼総裁特別顧問。
- 横川潤 - 食評論家 エッセイスト 文教大学国際学部国際観光学科准教授
- 吉田耕作 - 統計学者 カリフォルニア州立大学ドミンゲスヒルズ校名誉教授
- 横田俊之 - 元中小企業庁次長
- リボウィッツよし子 - 看護学者、元青森県立保健大学学長、元トーマス・ジェファーソン大学病院副看護部長